# Мелвин Ричардсон
Мелвин Ричардсон (фр. Melvyn Richardson; Марсељ, 31. јануар 1997) француски је рукометаш и репрезентативац који тренутно игра у АСОБАЛ лиги за Барселону на позицији десног бека.

## Клупска каријера
Мелвин Ричардсон је син француског рукометаша Џексона Ричардсона, а рукомет је почео играти са осам година. Након десет година у аматерским секцијама, године 2015. потписао је професионали уговор са Шамберијем, где је играо две године, пре него је потписао за Монпеље почетком 2017. године. С Монпељеом је 2018. године освојио ЕХФ Лигу шампиона.

## Репрезентативна каријера
За репрезентацију Француске је дебитовао 17. јуна 2017. године у последњој квалификацијској утакмици за Европско првенство 2018. где је постигао свој први гол. Деби на великом такмичењу имао је 17. јануара 2019. године на Светском првенству у Њемачкој и Данској те је био најбољи стрелац у победи над Русијом (23:22) са четири постигнура гола.

## Клупски профеји

### Монпеље
- ЕХФ Лига шампиона (1) : 2018.
- Суперкуп Француске (1) : 2018.

### Барселона
- ЕХФ Лига шампиона (1) : 2022.
- АСОБАЛ лига (1) : 2022.
- Куп Шпаније (1) : 2022.
- Куп АСОБАЛ (1) : 2022.
- Суперкуп Шпаније (1) : 2021.